# 심명필
심명필(沈名弼, 1950년 8월 24일 ~ , 경상북도 구미시)은 대한민국의 학자이자 공무원이다.

## 가계
영남대학교 사범대학장, 영남대학교 대학원장 등을 지낸 국문학자 모산 심재완(沈載完) 선생의 3남이다.
- 15대조 : 심의겸 - 서인의 초대 영수 · 병조판서 · 청양군
- 14대조 : 심엄 - 옥과현감 · 증 영의정 · 청송부원군
- 13대조 : 심광세 - 홍문관 응교 · 증 이조참판
- 12대조 : 심총 - 광주부윤
- 11대조 : 심약황 - 의령현감 · 증 대사헌
- 10대조 : 심부 - 의령현감
  -     -       - 증조부 : 심상옥
      - 조부 : 심장환
      - 아버지 : 심재완 - 국문학자 · 영남대학교 교수 · 영남대학교 사범대학 학장 · 영남대학교 대학원 원장 · 대구대학교 한의과대학 학장
        - 형 : 심홍필 - 주식회사 택산 대표이사 사장
          - 조카 : 심준형 - 네오위즈게임즈 부사장
          - 조카 : 심준범 - CJ E&M 차장

        - 형 : 심정필 - 미국 조지아 주립대학교 교수
          - 조카 : 심준성
          - 여조카 : 심미현

        - 본인 : 심명필 - 공학자 · 인하대학교 교수 · 인하대학교 공과대학 학장 · 인하대학교 대학원 원장 · 국토해양부 4대강살리기추진본부 본부장
          - 장남 : 심준경
          - 차남 : 심준호

        - 동생 : 심원필 - 국립 안동대학교 교수
          - 조카 : 심준광
          - 조카 : 심준수

        - 동생 : 심문필 - 화가
          - 조카 : 심준서
          - 조카 : 심준우

## 학력
- 경북고등학교 졸업
- 1973년 서울대학교 토목공학과 학사
- 1976년 서울대학교 대학원 토목공학 석사
- 1984년 미국 콜로라도 주립 대학교 대학원 토목공학 박사

## 경력
- 미국 콜로라도주립대학교 연구원
- 인하대학교 공과대학 사회기반시스템공학부 교수
- 미국 미네소타대학교 방문교수
- 한국공학한림원 정회원[1]
- 환경정의 이사
- 한국물포럼 이사
- 인하대학교 공과대학장[1]
- 인하대학교 대학원장
- 대한토목학회 부회장[1]
- 한국수자원학회 회장
- 환경부 주요정책 자문위원
- 국토해양부 주요정책 자문위원
- 국토해양부 4대강살리기추진본부 본부장 (약 3년 8개월 동안 재직)[1]
- 제46대 대한토목학회 회장[2]
- 인하대학교 명예교수

## 수훈
- 2007년 홍조근정훈장(3등급)[1][3]
- 2012년 청조근정훈장(1등급)[3]

## 같이 보기
| - 심대평 - 심흥선 - 심의환 - 심우영 - 심재륜 | - 심상명 - 심재홍 - 심영섭 - 심창유 - 심창구 |